# 코이누르

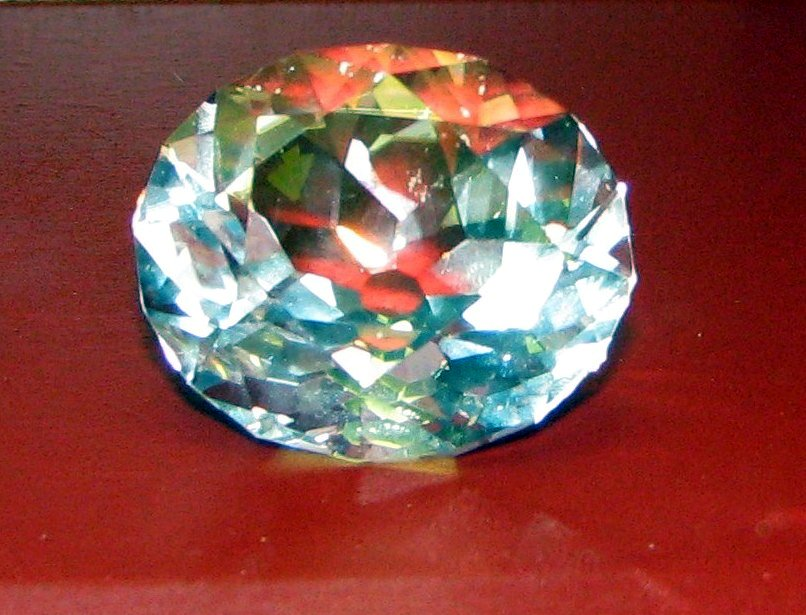

코이누르(Koh-i-Noor)는 영국 여왕의 왕관에 박혀있는 다이아몬드로 현재 런던탑에 보관되어 있다. 세계에서 가장 오래된 다이아몬드로 18세기에는 '빛의 산' 이란 뜻으로 '코이누르(고어누)'라고 불리기 시작했다. 인도 비자푸르 광산에서 채굴되었을 것이라고 추정된다.

## 전설
코이누르 다이아몬드는 이것을 소유한 자는 세계를 지배하지만 남성은 이것을 착용하면 안된다는 전설이 있다. 이 전설로 다음 두 개의 제국이 멸망했다.

## 역사
- 말와의 라자이 소유였던 이 다이아몬드는 1304년에 처음으로 등장했다.
- 1526년 인도 무굴 제국의 시조 바부르의 보물들 속에서 발견되었다.
- 1739년 페르시아의 왕 나디르 샤가 무굴 제국의 수도 델리를 약탈하며 빼앗아 갔다.
- 하지만 나디르 샤는 1747년 궁중반란으로 암살당했다.
- 100년 후 시크 왕국 황제의 터번에 꽂혀 있었으나 시크 왕국은 빅토리아 여왕의 대영 제국에게 정복되고 1849년 라호르에서 영국인들에게 약탈되었다.
- 빅토리아 여왕 소유의 보물이 되어 '메디아 호'에 실려 런던에 도착했다.
- 1851년 만국 박람회 당시 영국의 수정궁(크리스탈 팰리스)에서 공개되었다.
- 빅토리아 여왕이 네덜란드 암스테르담 코스터 상점의 보석 세공가 부르상저에게 보석을 세공하게 하여 180캐럿에서 108.93 캐럿으로 줄어들었다.

## 같이 보기
- 피렌체 다이아몬드
- 블루 호프